# Krzysztof Narkiewicz
Krzysztof Olgierd Narkiewicz (ur. 11 grudnia 1962 w Gdańsku) – polski lekarz, internista, profesor nauk medycznych. 

## Życiorys
Syn Olgierda Narkiewicza, polskiego anatoma i neuroanatoma. W 1981 roku ukończył I Liceum Ogólnokształcące im. Mikołaja Kopernika w Gdańsku, następnie w 1988 Wydział Lekarski Akademii Medycznej w Gdańsku. Doktoryzował się w 1993 roku, habilitację uzyskał trzy lata później pisząc pracę zatytułowaną Profil dobowy ciśnienia tętniczego oraz morfologia i funkcja lewej komory serca a wybrane czynniki genetyczne u osób zdrowych. Tytuł profesora nadano mu w 2003 roku. Od 2006 profesor zwyczajny. Pracownik Katedry Nadciśnienia Tętniczego i Diabetologii GUM. Specjalizuje się w zagadnieniach z zakresu chorób układu krążenia. Prowadzi badania nad mechanizmami powstawania nadciśnienia tętniczego oraz zespołu bezdechu sennego, ze szczególnym uwzględnieniem roli współczulnego układu nerwowego. 
Od 2002 roku członek Zarządu Głównego, a w latach 2014–2016 prezes Polskiego Towarzystwa Nadciśnienia Tętniczego. Od 2004 roku redaktor naczelny kwartalnika Choroby Serca i Naczyń. Członek korespondent Polskiej Akademii Nauk od 2010 roku. Jest również członkiem Polskiej Akademii Umiejętności.

## Ordery i odznaczenia
- Krzyż Oficerski Orderu Odrodzenia Polski
- Krzyż Kawalerski Orderu Odrodzenia Polski (2013)[6]
- Złoty Krzyż Zasługi (2002)[7]
- Medal Komisji Edukacji Narodowej (2007)
- Medal 50-lecia Akademii Medycznej w Gdańsku (1995)

## Nagrody i wyróżnienia
- Nagroda Gdańskiego Towarzystwa Naukowego (1996)
- Nagroda Prezesa Rady Ministrów za wybitne osiągnięcia naukowe (2001)
- Nagroda Prezesa Polskiego Towarzystwa Kardiologicznego (2001)
- Nagroda „Sympathetic Nervous System Research Award” przyznaną mu przez Europejskie Towarzystwo Nadciśnienia Tętniczego (2004)
- Nagroda Naukowa Miasta Gdańska im. Jana Heweliusza w kategorii nauk przyrodniczych i ścisłych (2014)[8]
- Wyróżnienie Lennart Hansson Memorial Lecture ETNT (2015)

Źródło:.